# Канглунг
Канглунг (англ. Kanglung) — місто в Бутані.
Канглунг знаходиться в дзонгхазі Трашіганг. У місті розташований коледж Шерубце, що є відділенням Королівського університету Бутану.
Населення міста — 1717 осіб (перепис 2005 року), а за оцінкою 2012 року — 1877 осіб.